# (7599) Munari
Pour les articles homonymes, voir Munari.
(7599) Munari est un astéroïde de la ceinture principale d'astéroïdes.

## Description
(7599) Munari est un astéroïde de la ceinture principale d'astéroïdes. Il fut découvert le 3 août 1994 à San Marcello Pistoiese par Andrea Boattini et Maura Tombelli. Il présente une orbite caractérisée par un demi-grand axe de 3,07 UA, une excentricité de 0,17 et une inclinaison de 7,3° par rapport à l'écliptique.
Il est nommé d'après Ulisse Munari.

## Compléments